# Szváziföld hívójelkörzetei
Szváziföld jelenleg (2024) nincs felosztva hívójelkörzetekre.
A Szváziföld számára az ITU a 3D[A..M] hívójelprefixet határozta meg.
Az Egyesült Királyság fennhatósága alatt a ZD5 hívójelprefixet használták.
A Dél-Afrikai Köztársaság fennhatósága alatt a ZS7 hívójelprefixet használták.
| Prefix   | Körzet | Hely/jelleg                                                        | ITU zóna | CQ zóna | 1 szintű QTH lokátor |
| -------- | ------ | ------------------------------------------------------------------ | -------- | ------- | -------------------- |
| 3D[A..M] | [0..9] | Szváziföld                                                         | 57       | 38      | KG                   |
| ZD       | 5      | Kivezetve, az Egyesült Királyság fennhatósága alatt használták.    | 57       | 38      | KG                   |
| ZS       | 7      | Kivezetve, a Dél-Afrikai Köztársaság fennhatósága alatt használták | 57       | 38      | KG                   |

## Lajstromjel
Vízi és légi járművek lajstromjelezéséhez a 3D prefixet használják.